# Бут (Англия)
Бут (англ. Bouth) — английская деревня в графстве Камбрия. Исторически она является частью Ланкашира.
Бут расположен на реке Колтон, которая в пределах местности делится на многочисленные рукава: Блэк-Бек, Уир-Бек, Дик-Бек, Ривер-Пул и Россленд-Пул. К северу и востоку от поселения расположены небольшие горы высотой от 100 до 300 м. Национальный природный заповедник Росслендские мхи находится на северной окраине Бута.
В 1990 году Бут, в частности местный паб «Белый олень», стал местом съёмок одного из эпизодов ситкома ITV «Не лучшим образом».

## Известные уроженцы
- Кристин Макви (урожденная Пёрфект), рок-певица, клавишница и автор песен, наиболее известная благодаря участию в группе Fleetwood Mac[3]